# Sol (døgn på Mars)
 For alternative betydninger, se Sol. (Se også artikler, som begynder med Sol)
Sol betegner inden for astronautik længden af et middelsoldøgn på Mars; ordet er overtaget fra det latinske navn for Solen. En sol er altså den gennemsnitlige tid mellem to på hinanden følgende meridianpassager af Solen set af en iagttager på Mars. Enheden blev indført af den amerikanske rumfartsorganisation NASA i 1976 i forbindelse med landingerne af Mars-sonderne Viking 1 og Viking 2. Ud over at være en tidsenhed anvendes begrebet også til tælling af antal Mars-døgn, som er forløbet siden en bestemt Mars-rover landede på planetens overflade.

## Varighed
Det sideriske døgn på Mars, altså rotationstiden i forhold til fjerne stjerner, er 24h 37m 22,66s. Som illustreret varer det synodiske døgn (middelsoldøgnet) lidt længere på grund af planetens bevægelse om Solen, hvor et omløb tager 686.98 døgn. Herudfra beregnes længden af 1 sol til 24h 39m 35,244s. For Jorden er de tilsvarende tider henholdsvis 23h 56m 4,099s og (som bekendt) 24h.

## Anvendelse i tilknytning til Mars-landere
For en given Mars-lander starter tællingen af sol på den dag, landingen fandt sted. For de to Viking-landere, Mars Phoenix, Mars Science Laboratorys køretøj Curiosity samt InSight-mission startede tællingen med "sol 0" på landingstidspunktet. For Mars Pathfinder og de to Mars Exploration køretøjer Spirit og Opportunity begyndte tællingen derimod med "sol 1". Sol 1 synes defineret som den første sol, hvor der kunne udføres egentlige observationer. Hvis landingen fandt sted sent i marsdøgnet, begyndes tællingen med sol 0, hvis den indtraf tidligt i marsdøgnet, begyndes tællingen med sol 1.
Hver lander får tilknyttet sin egen fastlæggelse af starten af tællingen af sol. Eksempelvis ankom Mars-landeren Spirit den 4. januar 2004, medens dens tvilling Opportunity landede tre uger senere, den 25. januar 2004. For begge landere blev landingsdatoen fastlagt til at være sol 1, og de var derfor omkring 21 sol ude af synk.
For Mars-landeren Opportunity kan som eksempel nævnes følgende begivenheder:
| Begivenhed                       | Dato         | Forløbne døgn | Forløbne sol |
| -------------------------------- | ------------ | ------------- | ------------ |
| Landing                          | 2004-01-25   | 1             | 1            |
| Nominel levetid ender            | 2004-04-25.5 | 92.5          | 90           |
| Victoria-krateret nås            | 2006-09-26   | 976           | 950          |
| Endeavour-krateret nås           | 2011-08-11   | 2756          | 2682         |
| Nedlukning på grund af sandstorm | 2018-06-12   | 5253          | 5112         |

## Mars-soldag (MSD)
Jordbaserede astronomer benytter ofte juliansk dag, JD, til successiv tælling af forløbne døgn, hvilket blandt andet forenkler beregningen af tidsintervaller. Svarende hertil har man indført en Mars-soldag (MSD), hvis nulpunkt ligger "forud for periheloppositionen i 1877", nemlig på den 29. december 1873. Derved opnår man, at alle kvalitetsobservationer af planeten får tilknyttet en positiv MSD-værdi. Matematisk defineres Mars-soldagen ved fastlæggelsen
{\displaystyle {\text{MSD}}={\frac {{\text{JD}}-2451549.5+k}{1.02749125}}+44796.0},
hvor {\displaystyle k} er en lille korrektion på omkring 12 s, der skyldes usikkerheden i den nøjagtige geografiske position af det lille cirkulære marskrater Airy-0, som fastlægger nul-meridianen på Mars. Divisoren er forholdet mellem længden af middelsoldøgnet på Mars og på Jorden.